# Biserica de lemn din Poieni-Suceava
Biserica de lemn „Sfântul Gheorghe” din Poieni-Suceava este un lăcaș de cult ortodox construit în anul 1904 în satul Poieni-Suceava din comuna Udești aflată în județul Suceava. Edificiul religios se află localizat la marginea satului și are hramul Sfântul Gheorghe, sărbătorit la data de 23 aprilie.
Biserica de lemn din Poieni-Suceava nu a fost inclusă pe Lista monumentelor istorice din județul Suceava.

## Istoricul bisericii
Satul Poieni-Suceava este situat în partea de est a județului Suceava și face parte din comuna Udești. El se află la o distanță de circa 20 km sud de municipiul Suceava, pe DJ208A, spre orașul Liteni. 
Biserica de lemn din Poieni-Suceava a fost construită în jurul anului 1904 și se află astăzi la marginea satului. 
În decursul timpului, biserica a fost reparată în mai multe rânduri. Pereții exteriori ai lăcașului de cult au fost placați cu scânduri vopsite în culoarea galbenă. Învelitoarea inițială din șindrilă a fost înlocuită cu una din tablă zincată.
La sud-vest de biserica de lemn se află un turn-clopotniță de lemn, având parterul de formă pătrată și etajul de formă octogonală. În apropiere de intrarea în biserică se află un monument de marmură în formă de cruce, ridicat în memoria eroilor locali din cele două războaie mondiale.

## Arhitectura bisericii
Biserica de lemn din Poieni-Suceava este construită din bârne de stejar cioplite din grinzi despicate. Ea se sprijină pe un soclu din piatră de râu. Edificiul are un acoperiș înalt, cu o ușoară frângere spre bază și cu o turlă mare pe naos și două turle false, inegale, pe pronaos și altar. El are o învelitoare din tablă. 
Monumentul are formă treflată, cu abside laterale poligonale și cu absida altarului pentagonală, decroșată față de restul construcției. Lăcașul de cult este prevăzut cu o ușă în peretele sudic al pridvorului. 
În interior, biserica este împărțită în patru încăperi: pridvor, pronaos, naos și altar. Intrarea în biserică se face pe o ușă situată în peretele sudic al pridvorului. Pridvorul are formă aproape pătrată și se află pe latura sudică a bisericii. Pronaosul are o formă poligonală în partea de vest. În acest spațiu se află două ferestre dreptunghiulare terminate în arc de cerc. Naosul are două abside poligonale, în care se află dispuse câte o fereastră dreptunghiulară terminată la partea superioară în arc de cerc. Deasupra naosului se află o turlă mare.
Altarul are o absidă de formă pentagonală și este decroșat față de restul construcției, fiind formate astfel două nișe în care se află proscomidiarul și diaconiconul. În axa absidei se află o fereastră dreptunghiulară încheiate în arc de cerc. Acest spațiu este acoperit cu o boltă semicilindrică.

## Imagini

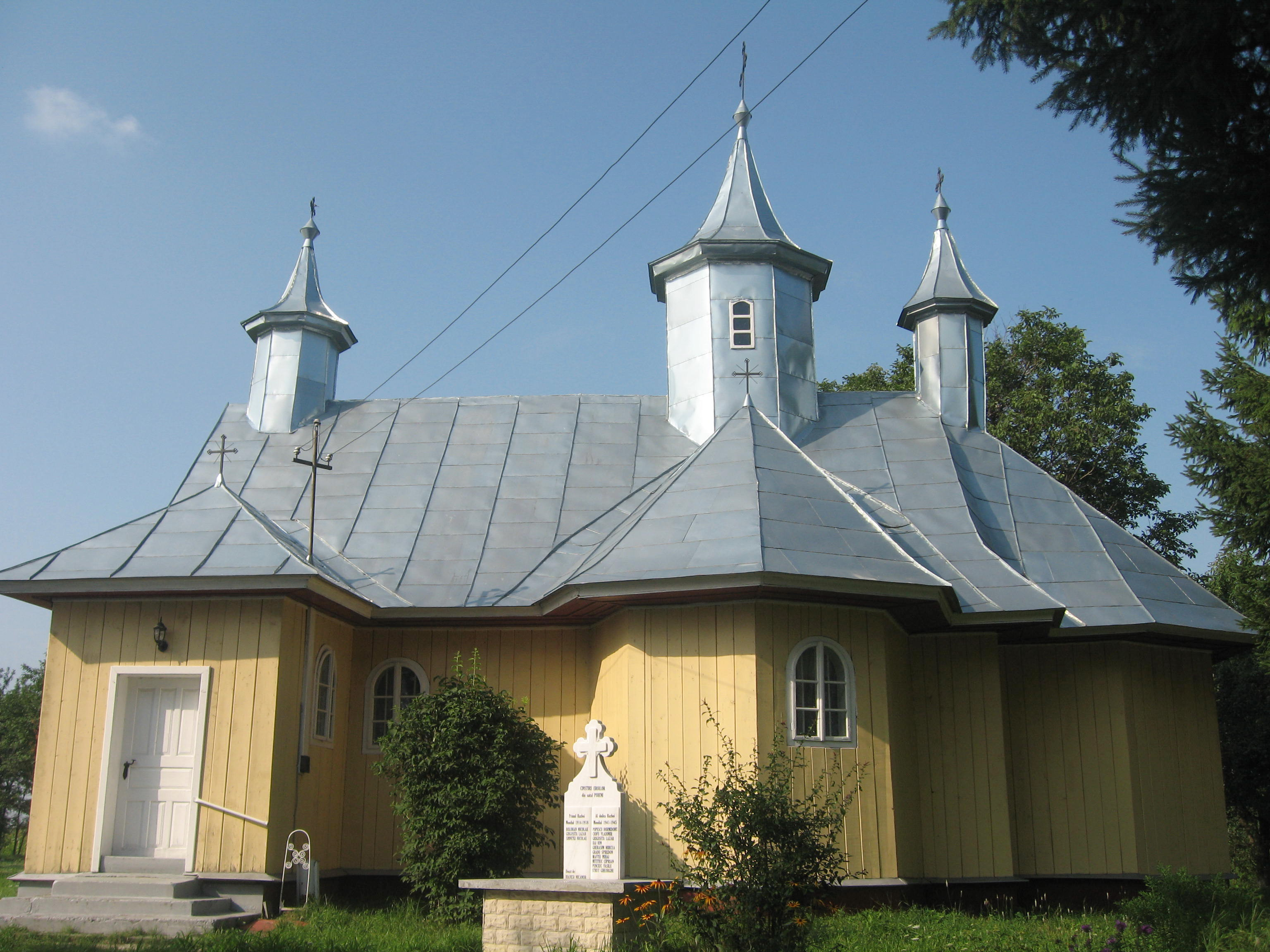
Latura sudică
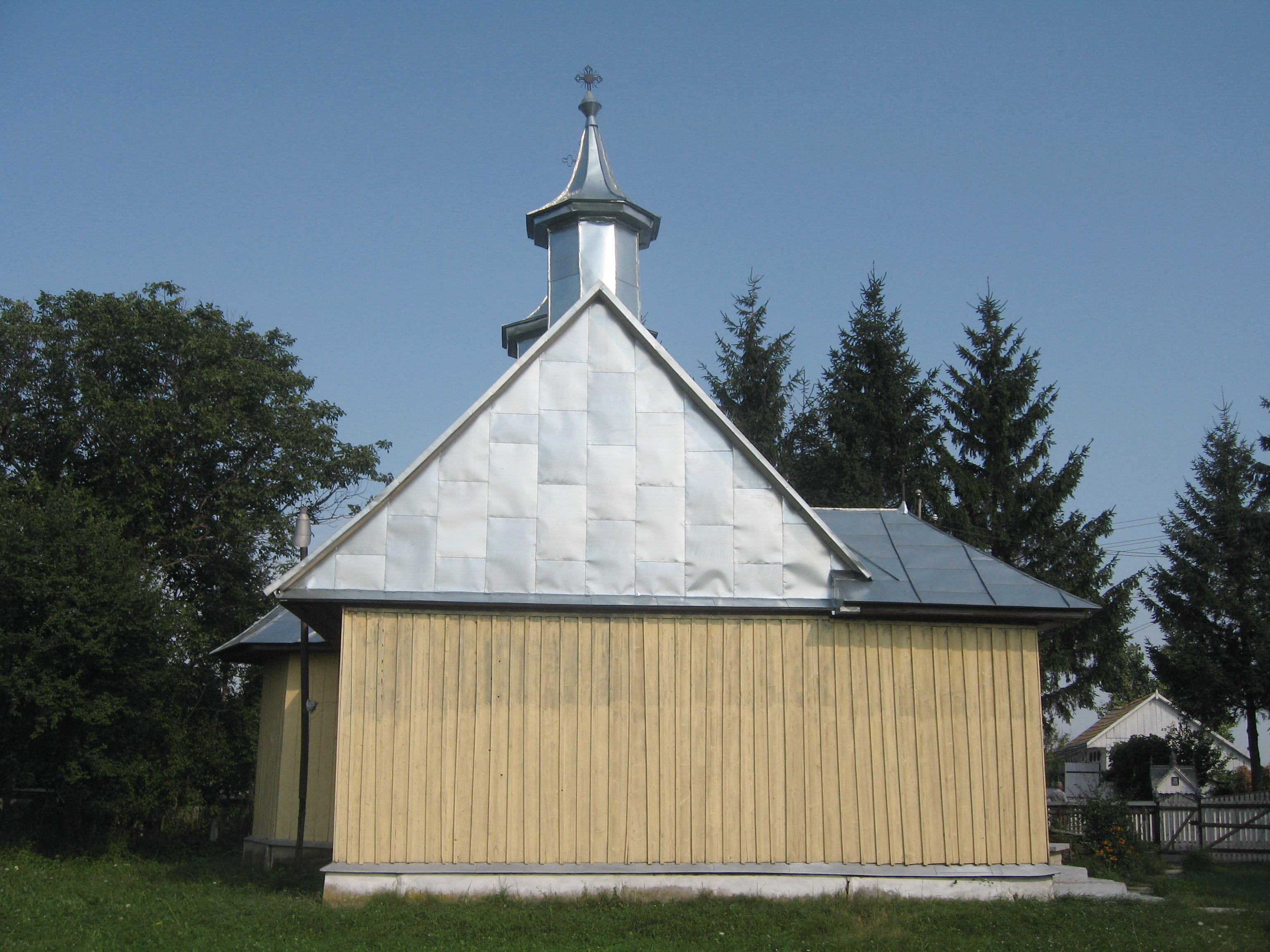
Vedere dinspre vest
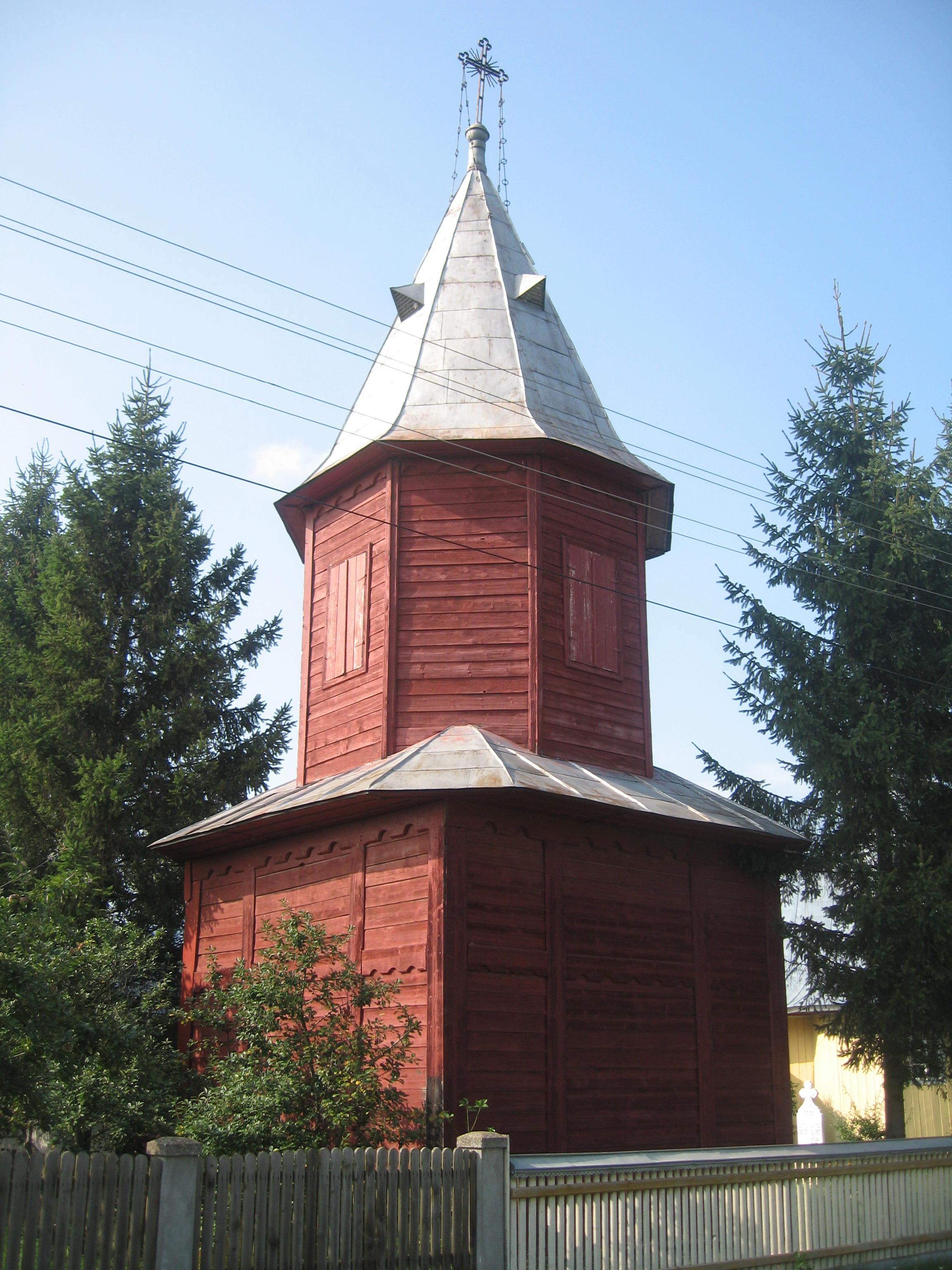
Turnul-clopotniță